# Engelsby
Engelsby er en bydel i Flensborg. Bydelen ligger på halvøen Angel i det nordlige Tyskland i overgangszonen mellem det centrale Flensborg og det mere landbrugsprægede område i øst.
Bydelen nævnes for første gang i 1445 som Engelbw (Dipl. Flenb. I, 126). Forleddet er afledt af mandsnavn Engel. I den danske periode indtil 1864 hørte landsbyen under Adelby Sogn (Husby Herred, Flensborg Amt). I 1840 fandtes her fem selvstændige gårde og elleve kåd (husmandssted). Gårdene lå rundt om landsybens centrale grønning, hvor samtlige veje førte hen. Den største gård og en del af kådnersteder hørte til Hospitalet (tidligere Flensborg Kloster), fire kåd til Vor Frue Kirken i Flensborg. Dermed var Engelsby knyttet tættere til Flensborg end andere landsbyer i Adelby Sogn. Ved siden af landsbyen Engelsby regnes også bebyggelsen Vejrgab (tysk Windloch) til Engelsby. Vejrgab opstod i 1600-tallet som kådnerby ved vejen til Tved. Den blev første gang nævnt i 1697. I 1825 talte de to landsbyer 17 (Engelsby) og 13 (Vejrgab) indbyggere.
Efter at Engelsby i 1885 blev stationsby ved amtsbanens strækning mellem Flensborg og Kappel voksede byen betydeligt. I 1910 blev hele Engelsby Kommune indlemmet i Flensborg. I 1961 var indbyggertallet på 1400. Alligevel er en del af bondelandsbyen Engelsby endnu bevaret. Den historiske landsbykerne er dog adskilt fra resten af bydelen af motortrafikvejen B 199 (Nordgaden/Østtangenten). Den vestlige del af bydelen er i dag stort set udbygget med etageboliger fra 60'erne og 70'erne. I den østlige del er der opført parcelhuse. I Engelsby-Fuglsang findes også en del landbrug og skovbrug. Engelsby har cirka 7.800 indbyggere .
Bydelen grænser i dets vestlige hjørne til Jørgensby (Jørgensby-Sender), mod nord til Mørvig (Mørvig-Vandløs), mod syd til Tarup og mod øst til Vesris Skov.